# Ľavicový blok
Ľavicový blok byla malá slovenská levicová strana.

## Historie
Vznikla roku 2002. Jejím prvním předsedou byl Jozef Kalman. Ve volbách 2002 obdržela 0,29 %, ve volbách 2006 0,39 % a nezískala parlamentní zastoupení. Předseda Kalman neúspěšně kandidoval rovněž v prezidentských volbách na Slovensku roku 2004. 31. března 2008 vstoupila strana do likvidace. Likvidátorem strany je Anton Antáš.